# Jemnitz János
Jemnitz János (Budapest, 1930. november 27. – Budapest, 2014. július 20.) magyar történész, a Magyar Tudományos Akadémia Történettudományi Intézetének főmunkatársa, a történettudomány doktora. Fő kutatási területe a nemzetközi munkásmozgalom, azon belül a szociáldemokrácia története volt.

## Élete és munkássága
Apja Jemnitz Sándor (1890–1963) zeneszerző, karmester, esztéta, és az egyik legjelentősebb magyar zenekritikus, Arnold Schönberg tanítványa, Theodor Adorno, Bartók Béla, Tóth Aladár, Kassák Lajos barátja, aki 1908 és 1919 között több évet élt Németországban, és Budapesten is a weimari modernizmus jellegzetes képviselője maradt, a Népszava zenekritikusa 1924-től 1950-ig. Édesanyja Weis Julianna, Jemnitz Sándor első felesége.
Jemnitz János 1949 és 1953 között az Eötvös Loránd Tudományegyetem Bölcsészettudományi Karának történelem szakos hallgatója volt. Tudományos munkásságát a Magyar Dolgozók Pártja Párttörténeti Intézetében kezdte, de 1956 után politikai okok miatt eltávolították. Az ötvenes évek végétől az MTA Történettudományi Intézetében dolgozott, ahol 1964-ben kandidátusi tudományos fokozatot szerzett. 1974-ben megvédte az első világháború munkásmozgalmi vonatkozásairól szóló akadémiai doktori értekezését. Megírta számos munkásvezető, többek között a brit Keir Hardie, a francia Jean Jaurès és Léon Blum életrajzait. Publikálta a II. Internacionálé kongresszusi jegyzőkönyveit magyar nyelven, mely fontos forrását képezi a korszak történetírásának. Nemzetközi konferenciák sokaságán képviselte a magyarországi történész szakmát, kezdettől jelen volt, s rendszeres szereplője volt a Munkásmozgalom-történészek Nemzetközi Konferenciája (ITH) évenkénti linzi rendezvényének. Kezdeményezője és vezető szerkesztője volt az 1974-től megjelenő A Nemzetközi Munkásmozgalom Történetéből című évkönyv sorozatnak, melyet olyan szerzők tiszteltek meg írásaikkal, mint Eric Hobsbawm, Tony Benn, Mészáros István, Fejtő Ferenc, Madeleine Rebérioux, Ralph Miliband, Gerd Callesen, Nyikolaj Buharin (Nyikolaj Ivanovics Buharin unokája; az Orosz Tudományos Akadémia történésze), Robert Jevzerov, Aldo Agosti vagy Narihiko Ito, a Nemzetközi Rosa Luxemburg Társaság elnöke.
Tudományos tanácsadóként ment nyugdíjba, de továbbra is folytatta kutatói, szerkesztői munkáját. Látását fokozatosan elvesztette, s végül teljesen megvakult, ám ebben az időszakban is számos fontos, új információkban gazdag írást publikált. Műveinek bibliográfiája több ezer tételt tesz ki. Rendkívüli méretű könyv- és irathagyaték maradt utána.

## Főbb művei
- Az 1926. évi angol általános sztrájk (1961)
- A háború veszélye és a II. Internacionálé (1966)
- Tom Mann, Jean Jaures (1970)
- A nemzetközi munkásmozgalom az első világháború éveiben (1975)
- Szerette az igazságot. Károlyi Mihály élete (Litván Györggyel, 1979)
- Fordulat a világháború történetében és a nemzetközi munkásmozgalomban (1983)
- Május elseje születése (1986)
- Karl Kautsky und die Sozialdemokratie Südosteuropas 1893–1938 (társszerző, 1986)
- München 1938 (társszerző, 1988)
- A II. Internacionálé kongresszusi jegyzőkönyvei (1989)
- Léon Blum (1993)
- James Keir Hardie (2007)